# Buriàtia
Buriàtia (rus: Бурятия; buriat: Буряад Улас), oficialment la República de Buriàtia, és una república de Rússia situada a l'Extrem Orient rus. Forma part del Districte Federal de l'Extrem Orient des de 2018. La seva capital és la ciutat d'Ulan-Udè. Té una superfície de 351,300 kilòmetres quadrats amb una població de 978.588 habitants. És la llar de la nació dels buriats.

## Geografia

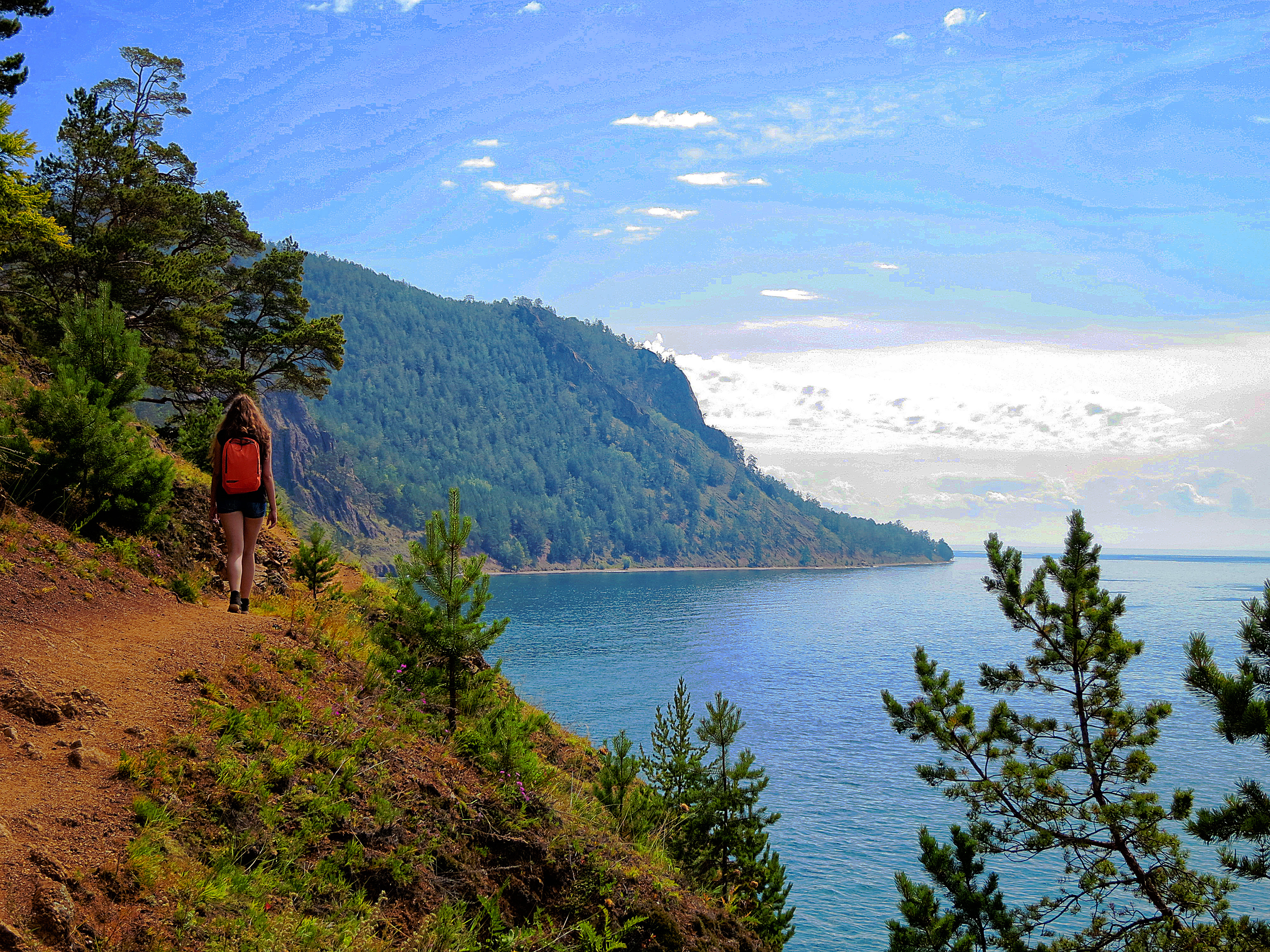
Vista del llac Baikal a Buriàtia

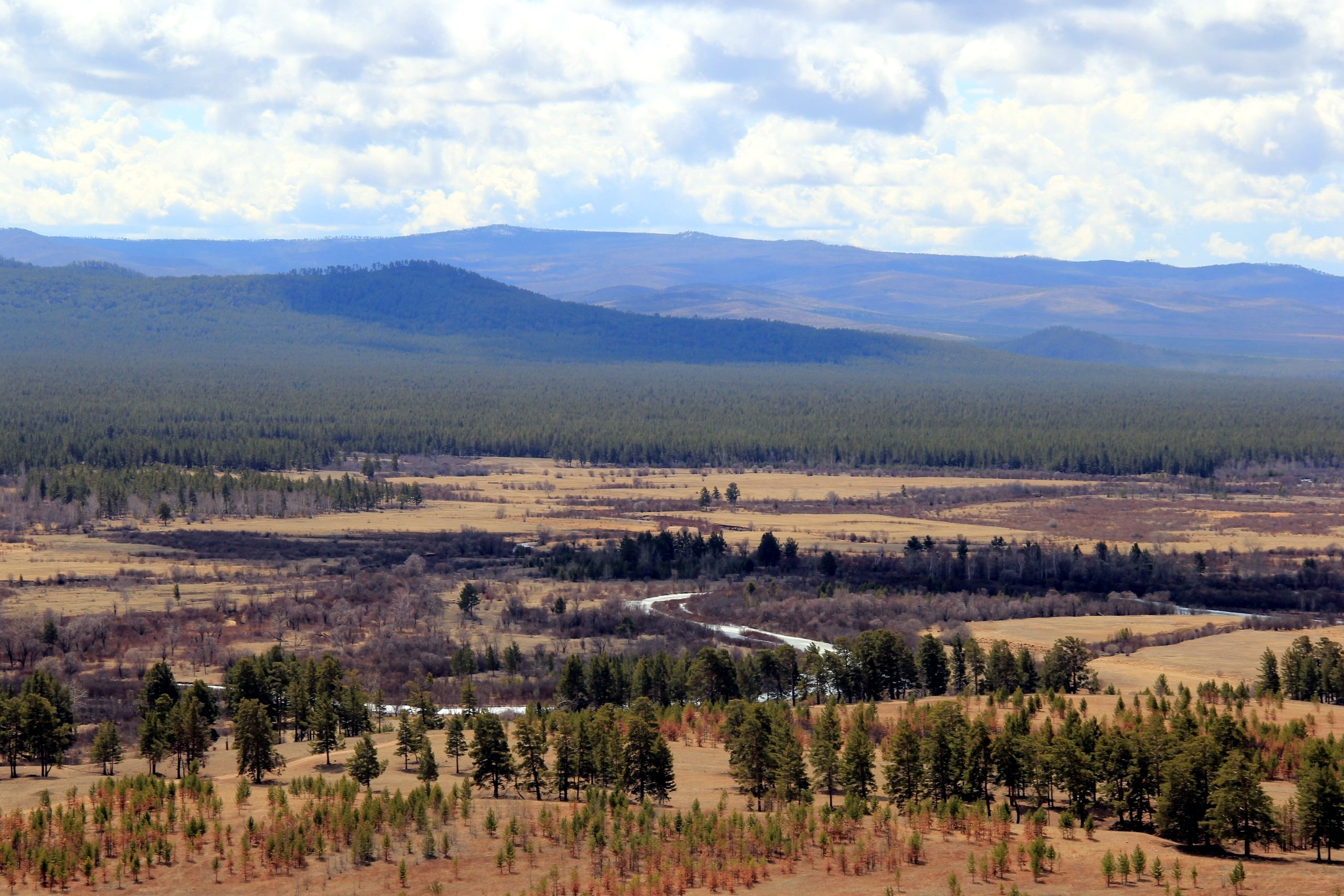
Vista de la vall de l'Uda prop del poble de Khorinsk

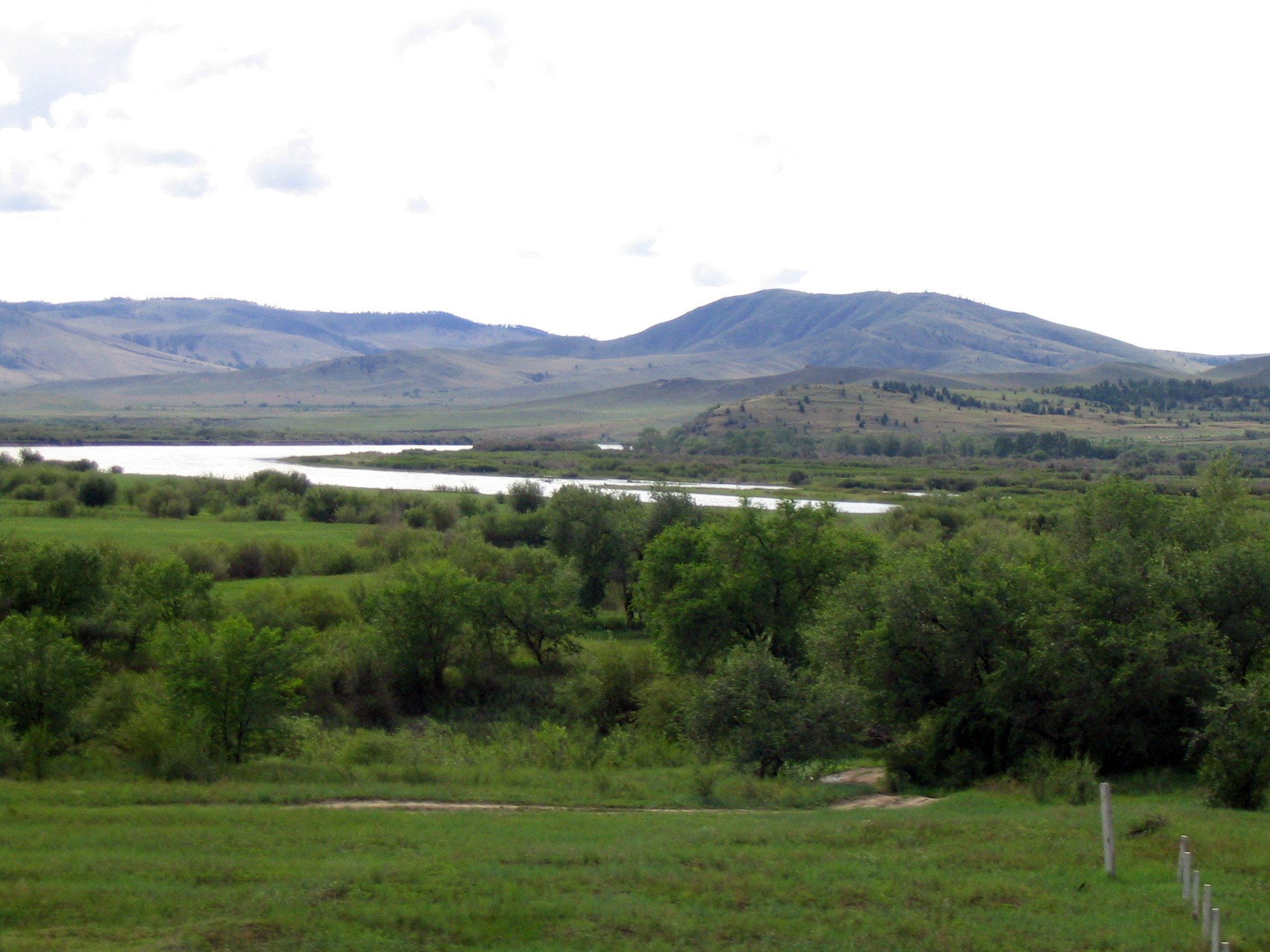
Paisatge del sud de Buriàtia

La república es troba a la regió central-sud de Sibèria al llarg de la riba oriental del llac Baikal.
- Superfície: 351,300 kilòmetres quadrats
- Fronteres:
  - Internes: Óblast d'Irkutsk (O/NO/N), Krai de Zabaikàlie (NE/E/SE/S), Tuva (O)
  - Internacionals: Mongòlia (Província de Bulgan, Província de Khövsgöl i Província de Selenge) (S/SE)
  - Llacs: Llac Baikal (N)
- Punt més alt: Munku-Sardik (3,491 m (11,453 ft))

### Rius
Els principals rius inclouen:
- Riu Barguzin
- Riu Irkut
- Riu Kitoi
- Riu Oka
- Riu Selengà
- Riu Uda
- Riu Angarà Superior
- Riu Vitim

### Llacs
- Llac Baikal - Buriàtia cobreix el 60% de la costa del llac.
- Llac Gusinoie
- Baunt
- Busani
- Kapylyushi
- Sistema de llacs de Yeravna-Khorga

### Muntanyes
Més del 80% del territori de la república es troba a la regió muntanyosa, incloses les Muntanyes Baikal a la riba nord del llac Baikal, les Ulan-Burgas a l'est del llac i les terres altes de Selenga al sud, prop de la frontera entre Mongòlia i Rússia.

### Recursos naturals
Els recursos naturals de la república inclouen or, tungstè, zinc, urani, entre d'altres.

### Clima
- Temperatura mitjana anual: 0 °C (32 °F)
- Temperatura mitjana del gener: −17 °C (1 °F)
- Temperatura mitjana del juliol: +25 °C (77 °F)
- Precipitació mitjana anual: 244 mil·limetres (9.6 in)

El clima varia segons la zona, amb la capital Ulan-Udè amb un clima d'estepa humida i el nord amb un clima continental humit.

## Història

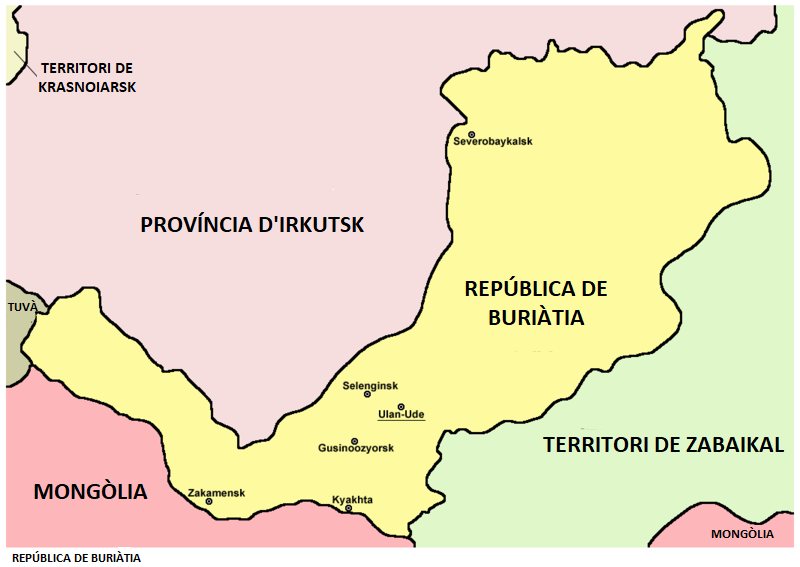
Situació de Buriàtia

Era un poble nòmada fins que va començar la colonització russa a mitjans del segle xvii. La presència russa va augmentar fortament per la construcció del ferrocarril transsiberià. Originàriament, els buriats, un poble asiàtic, van oposar-se fortament contra els colons russos, al cap i a la fi, van abandonar la vida de pastors nòmades que vivien en tendes de feltre i van adoptar una vida agrícola sedentària. Abans de la revolució de 1917, era un país de tradició budista, però dels quaranta monestirs d'antany el 1990 només en quedaven dos.
Quan esclatà la revolució de febrer del 1917 es van formar agències del govern provisional a Verkhoiansk, Troitskossavski, Missovsk i les mines de Tarbagatai i unitats administratives entre els buriats (aimaks, koshuns i somons). El 16 d'octubre del 1917 es va organitzar a Irkutsk el Primer Congrés Pansiberià de Soviets, que va elegir un Comitè Central Especial Executiu o Tsentrosibir'. Els bolxevics buriats S. Kh. Nikolajev, G. G. Danchinov i M. M. Sakh'ianova s'hi van distingir. Del 1918 al 1920 van gaudir de cert autogovern sota el Buriat Ulus.
El 2 de març del 1920 els soviètics van ocupar Verkhneúdinsk i van dividir el país. L'oest és annexat a la RFSS de Rússia i l'est passa a la República de l'Extrem Orient (Dalny Vostok), amb capital a Verkhneúdinsk. El 14 d'octubre del 1920 el Comitè Central del Partit Comunista de la Unió Soviètica va proposar l'autonomia per a buriats i calmucs. Aleshores hi havia 208.000 buriats, 122.000 a Transbaikàlia i 86.000 a Irkutsk.
El 9 de gener del 1922 es va crear l'Óblast Autònoma Buriato-Mongol dins la República Socialista Federativa Soviètica de Rússia (RSFS russa) i una Óblast Autònoma Buriat dins la República de l'Extrem Orient. El novembre del 1922 fou abolida la República de l'Extrem Orient. El 30 de maig del 1923, amb les dues Óblasts Autònomes, es va formar la República Socialista Soviètica Autònoma Buriato-Mongola (Buriaidai-Moghol Avtonomito Sotsialist Sovetik Büged) dins la República Socialista Federativa Soviètica de Rússia, amb capital a Ulan Udè (rus: Verkhneúdinsk).
El 1926 l'RSSA Buriata tenia 491.000 habitants, dels quals el 43,8% eren buriats, el 52,7% russos (cosacs i pagesos), 4,5% evenkis i 1% tàtars i ucraïnesos. Hi havia 438 escoles primàries (d'elles, 213 buriates) i 12 secundàries (7 buriates). El 20 de gener del 1921 també es va crear la primera revista en buriat, Sheni Baidal («Nova vida»). Endemés, el Tercer Congrés dels Soviets de Buriàtia (del 25 de març al 3 d'abril del 1927) va aprovar la primera constitució buriata, que va ser modificada l'11 d'agost del 1937 pel VIIè Congrés dels Soviets de Buriàtia.
Sota Stalin el 1926, van començar els plans quinquennals i la col·lectivització de la terra. Això va provocar una revolta de buriats el 1929, poc coneguda, i que acabà amb una brutal repressió en la qual els russos van matar 35.000 buriats. Molts fugiren a Ulan Bator, però hi trobaren poc suport del dictador Horloogiyn Choybalsan, que s'havia aliat amb Stalin. El 1927-1928 encara hi havia 11,6% de nòmades i un 76,5% de seminòmades.
El 1934 es buriatitzaren els noms de les ciutats: Verkhneúdinsk esdevé Ulan Udè, Troitskossavsk Kiakhta i Missovsk Bàbuixkin des del 1941. Endemés, el 1937 decidí separar administrativament de l'RSSA els districtes d'Aginskoie i Ust Urdinskij. D'aquesta manera, el 1939 la població era de 540.000, dels quals només el 21,3% eren buriats. Alguns encara practicaven el suj-beleg o compra de la núvia, com els altres pobles turcs i mongols. Fins al 1931 escrivien en mongol clàssic en escriptura vertical, després van adoptar l'alfabet llatí i des del 1934 escrivien en dialecte khori en alfabet ciríl·lic.
Els buriats tampoc van escapar de les purgues estalinistes del 1937. Hi van morir assassinats per Rússia els escriptors Solbone Tuia i Ts. Don, i els polítics i intel·lectuals Rinchino, Baraadin, Jamtsarano, Agvan Dorjiev, assassinats i torturats per l'NKVD, i durant la Segona Guerra Mundial uns 35.000 buriats foren mobilitzats al front.
El 7 de juliol del 1958 el país deixà de dir-se RSSA Buriato-Mongola per a dir-se Buriàtia. El 1959 tenia 673.000 habitants, dels quals només el 20,3% eren buriats, i per aquesta raó el 1970 es va abolir l'ensenyament del buriat a les escoles com a «innecessari». Apareixerà, però, una nova generació d'intel·lectuals que militaran en la dissidència, com els poetes Dondok Ulzituyev, Dashi Dambaev, Lopsan Tapkhaev, i Bayar Dugarov. Les reivindicacions se centraren en la recuperació de festes populars buriates i mongoles.
Amb l'arribada de la perestroika i la desintegració de la Unió de Repúbliques Socialistes Soviètiques (URSS), Buriàtia va esdevenir una de les vint-i-ú repúbliques de la Federació Russa. El 1989 Bayar Dugarov reivindicà a les autoritats la celebració de la festa tradicional Sagaalgan i d'altres d'enaltiment de la unitat panmongola. Es va crear un Partit Nacionalista Buriat i una apolítica Associació Cultural Panburiata, alhora que hi ha un renaixement no sols del budisme, sinó també del xamanisme. Es restablí l'ensenyament del buriat a les escoles.
Les ànsies independentistes se centraren en el terreny econòmic i en la reunificació del territori nacional. També hi ha problemes de contaminació al llac Baikal, denunciat des del 1990 per Bimba Namzalov, director de l'Institut d'Ecologia de la Universitat de Buriàtia, i Tsidip Dorzhiev, vice-rector de la Universitat.
Des del 2017, Alexei Tsydenov (1976) és president en funcions, anomenat per Vladimir Putin el 2017.
Els buriats són un dels grups ètnics que és representada de manera desproporcionada en les víctimes del costat rus en la segona fase de la invasió russa d'Ucraïna, després de l'annexió de Crimea del 2014. Excepte l'extracció de primeres matèries, Rússia no va desenvolupar gaire la regió que ha quedat empobrida i sense gaire perspectiva de futur.
La Fundació Buriàtia Lliure es va fundar el març de 2022 en resposta a la invasió russa d'Ucraïna de 2022, per part dels opositors a la guerra de Buriàtia i membres de la diàspora global de Buriàtia. Forma part del Fòrum de les Nacions Lliures de Post-Rússia, una organització que defensa la dissolució de la Federació Russa.

## Política

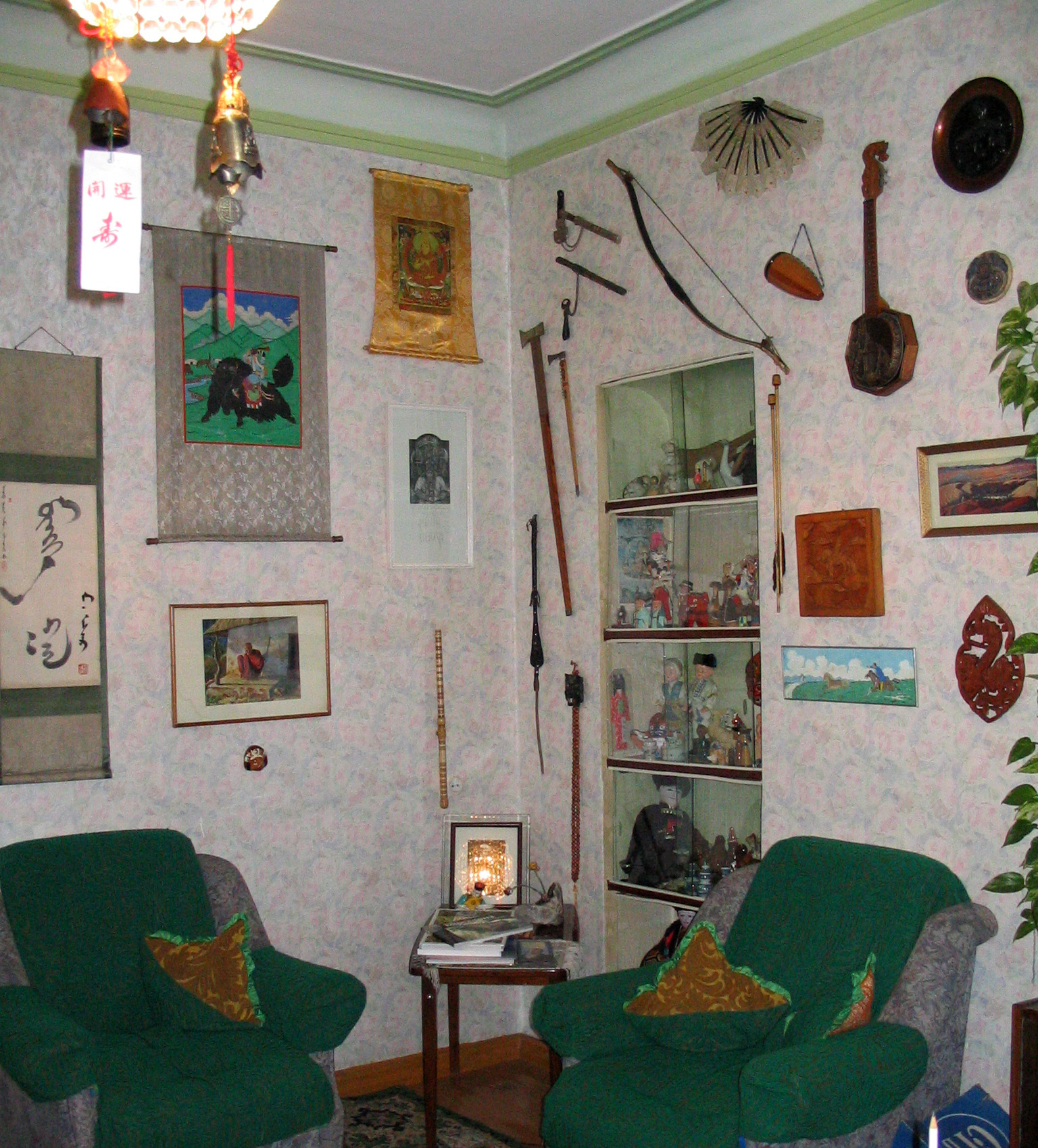
Casa buriata moderna amb instruments, pergamins i armes típiques de Buriàtia.

El governador de la República és el Cap (antic President), que els electors de la república elegeixen per a un mandat de quatre anys. Del 2004 al 2012 el cap de Buriàtia (juntament amb tots els altres caps de regions de Rússia) va ser nomenat directament pel president rus.
L'actual cap de la República és Alexei Tsidenov, que va ser elegit per votació popular el 10 de setembre de 2017. Abans d'això, va ser el Cap en funcions, després d'haver estat nomenat pel president rus Vladimir Putin el febrer de 2017.
El parlament de la República és el Khural Popular, escollit popularment cada cinc anys. El Khural Popular té 66 diputats i actualment està dominat pel partit governant del país, Rússia Unida, amb 45 escons. Vladimir Anatolievich Pavlov és president del Khural Popular des del setembre de 2019.
La Constitució de la República de Buriàtia es va aprovar el 22 de febrer de 1994.

## Demografia
Població : 972.021 ( Cens 2010 ) 
 
| Data del cens                     | 1926    | 1939    | 1959    | 1970    | 1979    | 1989      | 2002    | 2010    |
| --------------------------------- | ------- | ------- | ------- | ------- | ------- | --------- | ------- | ------- |
| Població total                    | 491.236 | 545.766 | 673.326 | 812.251 | 899.398 | 1.038.252 | 981.238 | 972.021 |
| Creixement demogràfic mitjà anual |         |         |         | +1,7%   | +1,1%   | +1,5%     | −0,4%   | −0,1%   |
| Homes                             | 248.513 |         |         |         |         |           | 467.984 |         |
| Dones                             | 242.723 |         |         |         |         |           | 513.254 |         |
| Dones per cada 1000 homes         | 977     |         |         |         |         |           | 1.097   |         |
| Proporció urbana                  | 9,3%    |         |         |         |         |           | 59,6%   |         |
| Territori (km 2)                  | 368.392 | 351.334 | 351.334 | 351.334 | 351.334 | 351.334   | 351.334 | 351.334 |
| Densitat de població/ km²         | 1.3     | 1.6     | 1.9     | 2.3     | 2.6     | 3.0       | 2.8     | 2.8     |

### Estadístiques vitals

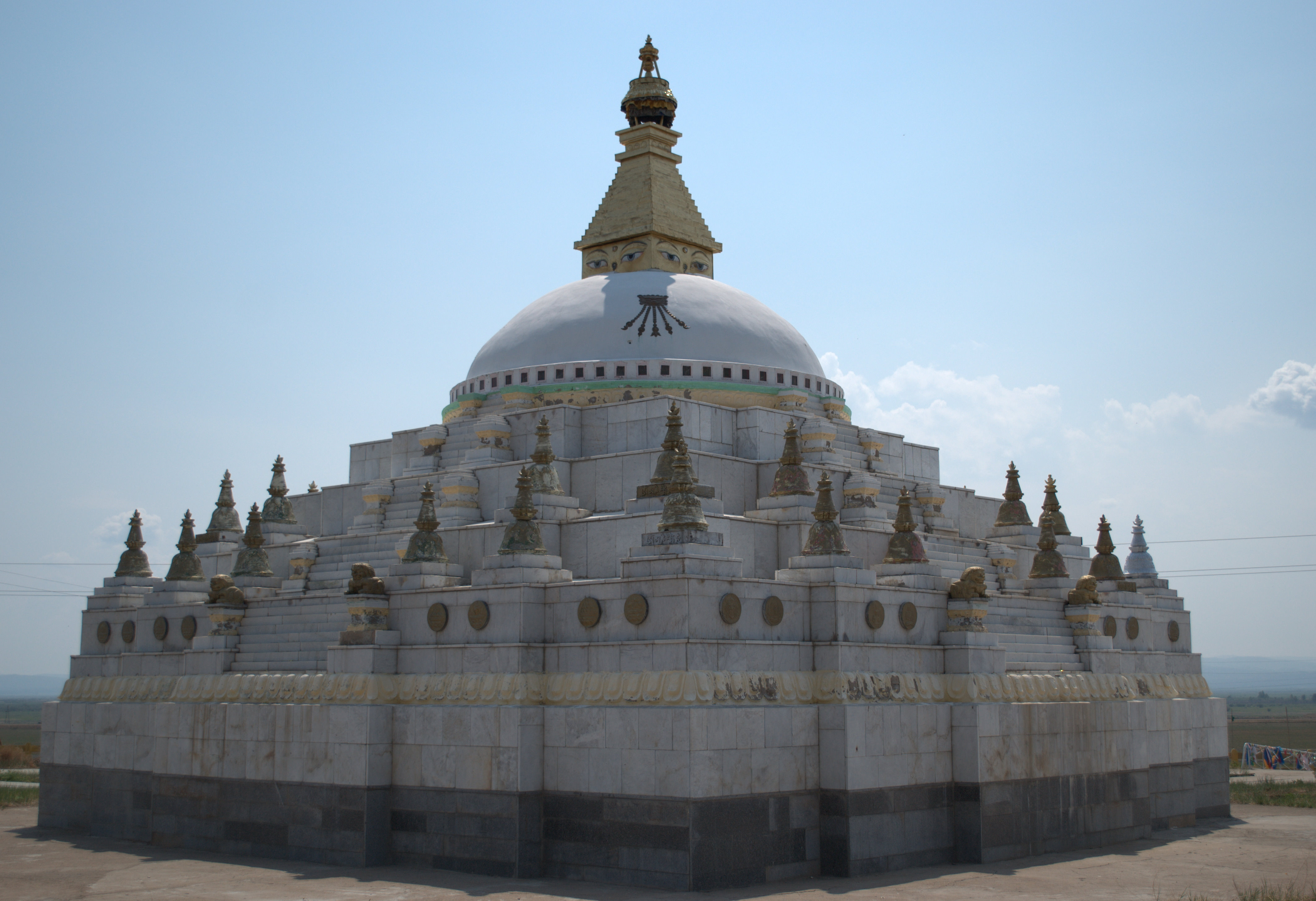
Dzharun Khashor, l'estupa més gran de la República de Buriàtia.

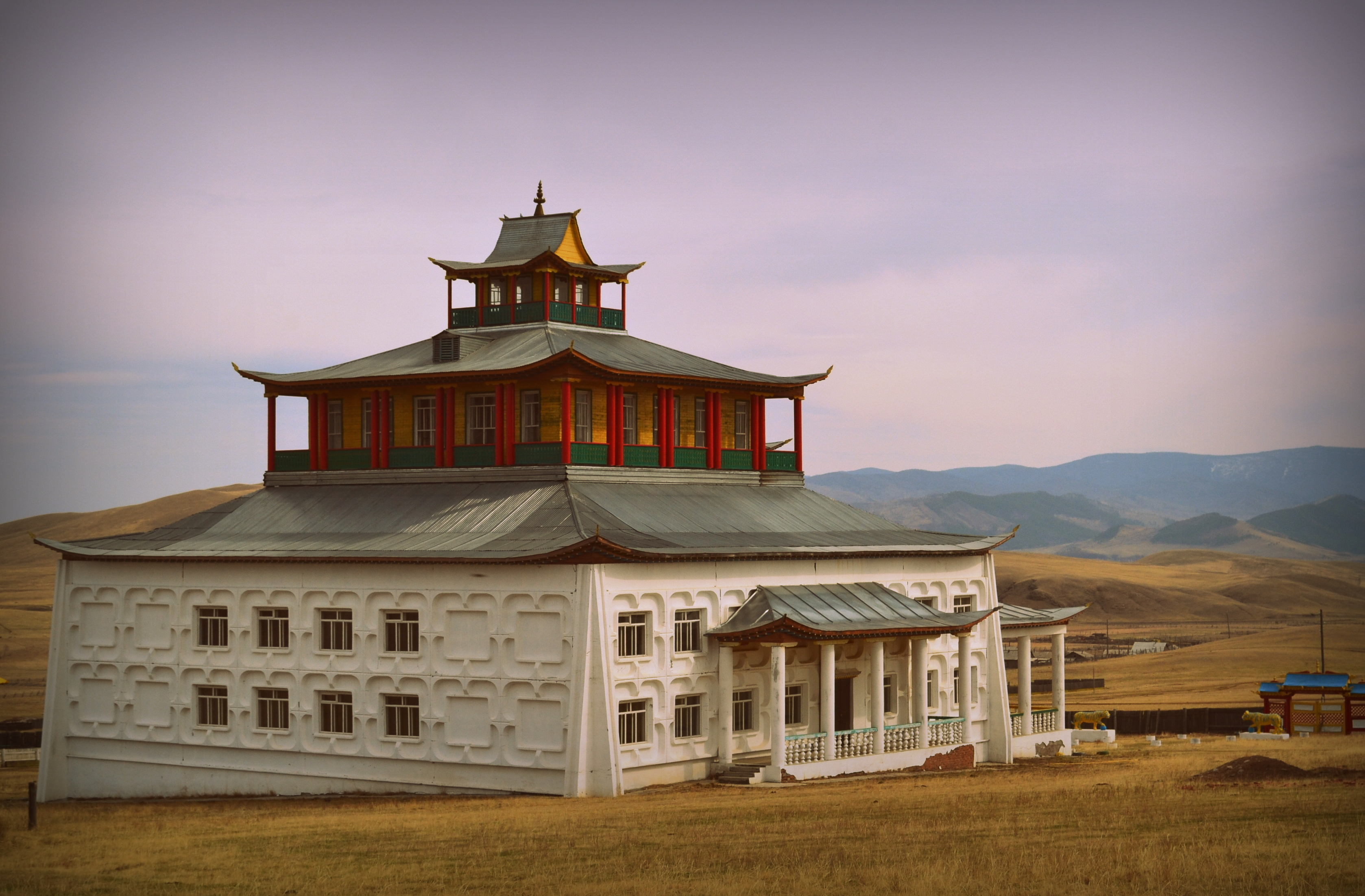
Temple budista a Gueguétui.

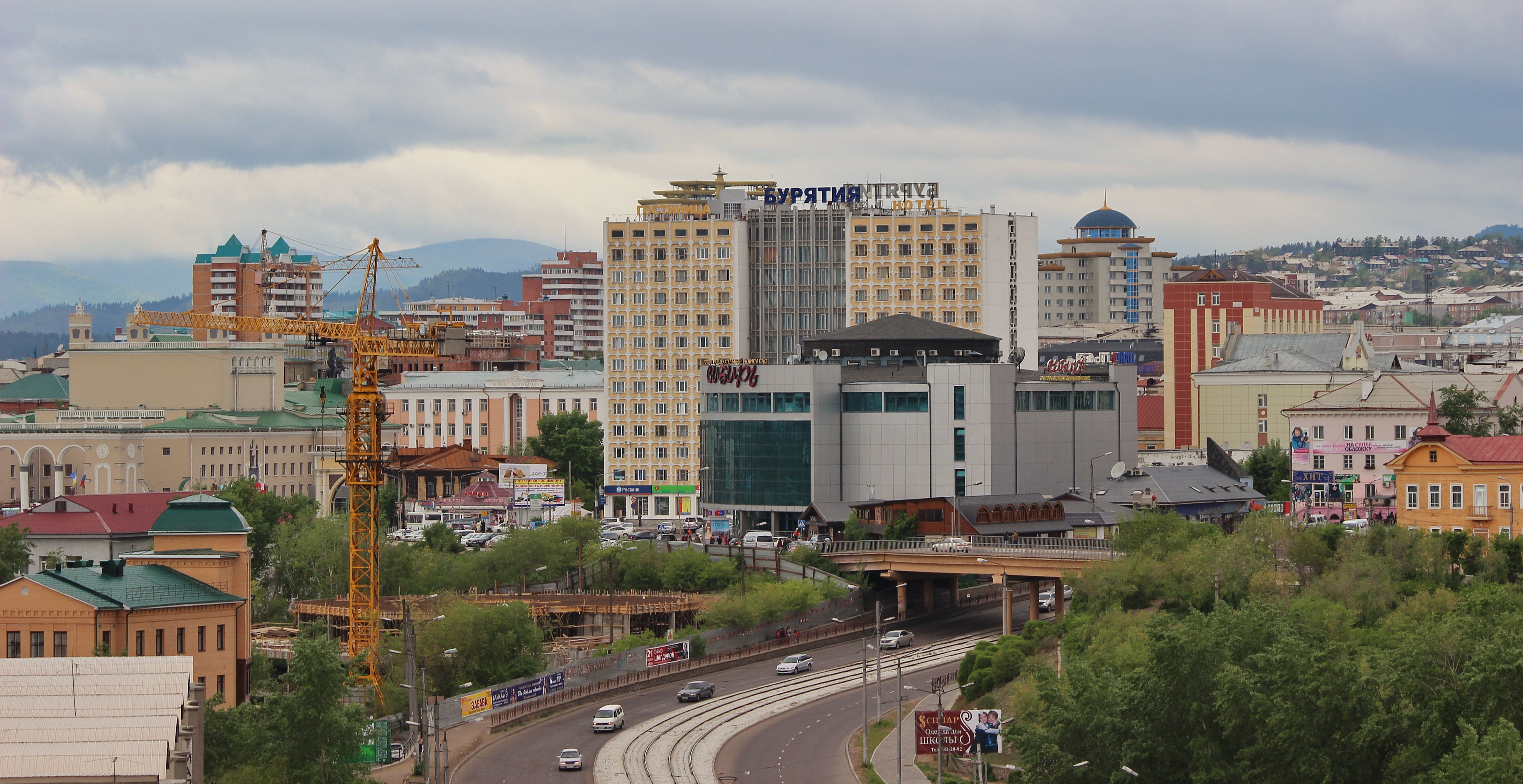
Ulan-Udè

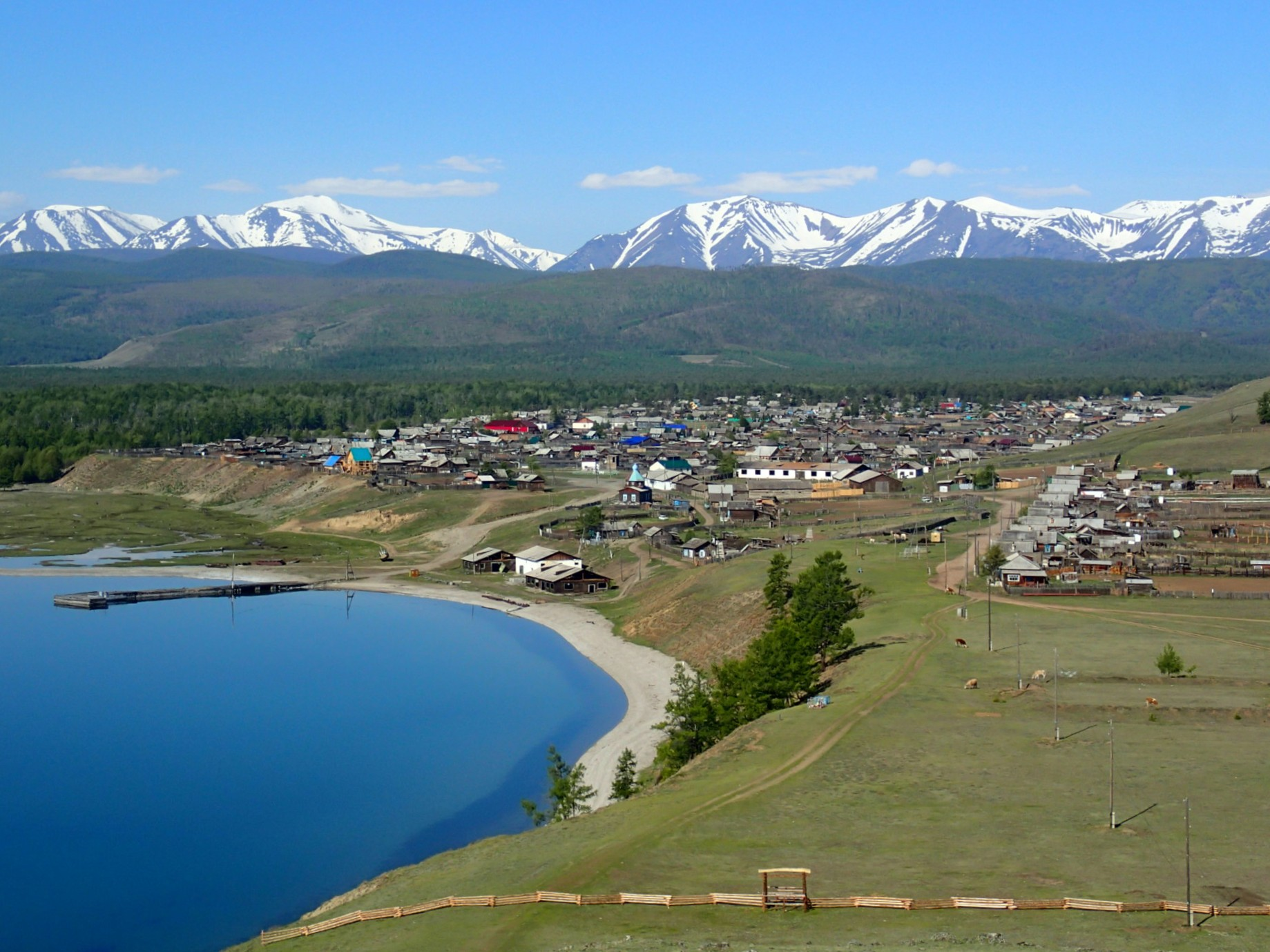
El poble de Baikalskoie a la riba nord del llac Baikal

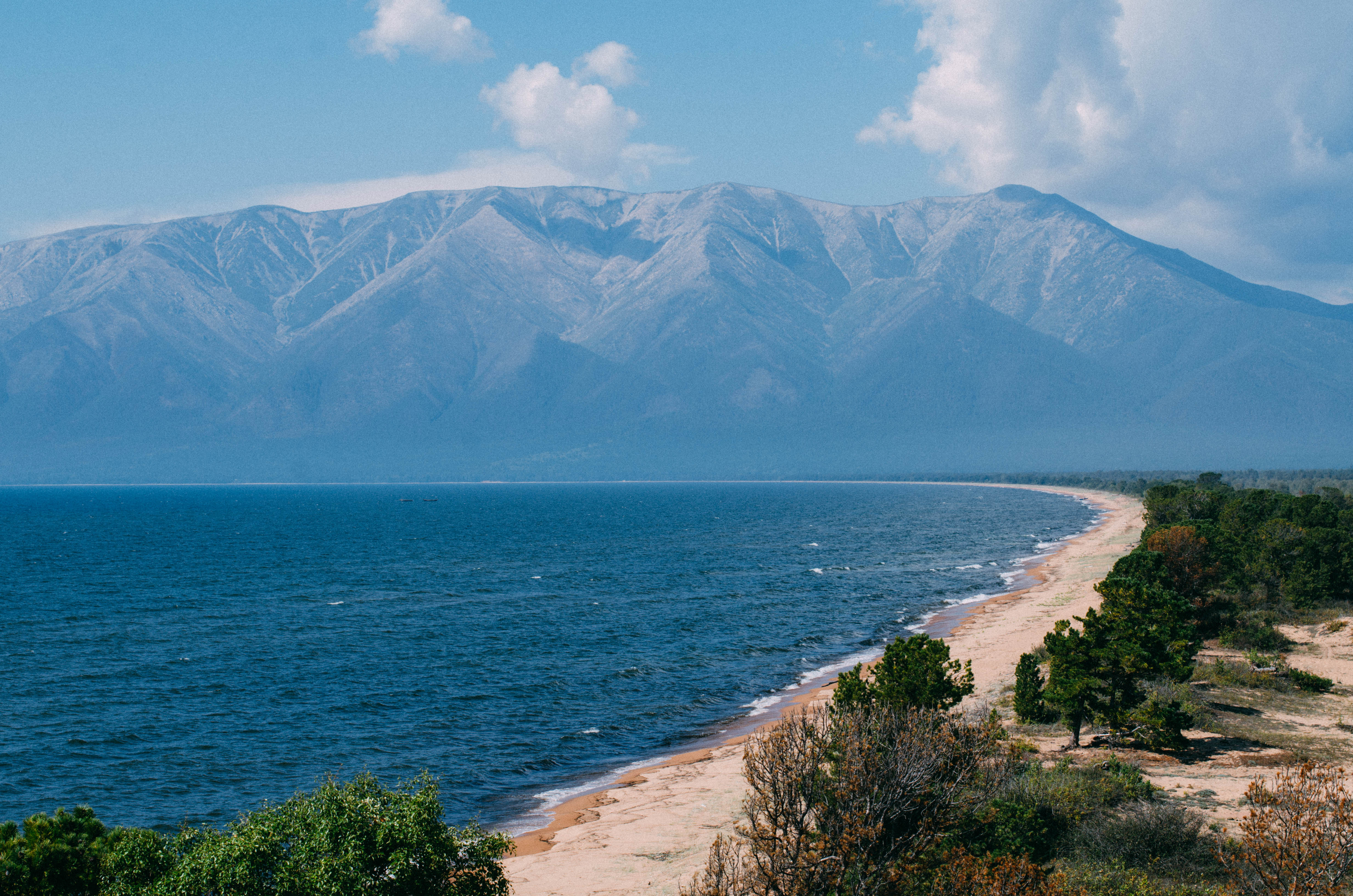
La península de Sviatoi Nos, a la llera del llac Baikal.

Font: Servei d'Estadística de l'Estat Federal de Rússia
| Any  | Població Mitjana (milers) | Naixements | Defuncions | Canvi natural | Taxa bruta de natalitat (per 1000) | Taxa bruta de mortalitat (per 1000) | Canvi natural (per 1000) | Taxa de Fertilitat |
| ---- | ------------------------- | ---------- | ---------- | ------------- | ---------------------------------- | ----------------------------------- | ------------------------ | ------------------ |
| 1970 | 816                       | 14,766     | 6,301      | 8,465         | 18.1                               | 7.7                                 | 10.4                     |                    |
| 1975 | 862                       | 17,751     | 7,586      | 10,165        | 20.6                               | 8.8                                 | 11.8                     |                    |
| 1980 | 921                       | 19,859     | 8,734      | 11,125        | 21.6                               | 9.5                                 | 12.1                     |                    |
| 1985 | 993                       | 23,975     | 9,529      | 14,446        | 24.1                               | 9.6                                 | 14.5                     |                    |
| 1990 | 1,050                     | 19,185     | 9,602      | 9,583         | 18.3                               | 9.1                                 | 9.1                      | 2.18               |
| 1991 | 1,052                     | 16,868     | 9,753      | 7,115         | 16.0                               | 9.3                                 | 6.8                      | 2.03               |
| 1992 | 1,049                     | 13,944     | 10,347     | 3,597         | 13.3                               | 9.9                                 | 3.4                      | 1.87               |
| 1993 | 1,043                     | 11,981     | 12,388     | −407          | 11.5                               | 11.9                                | −0.4                     | 1.65               |
| 1994 | 1,039                     | 12,327     | 13,650     | −1,323        | 11.9                               | 13.1                                | −1.3                     | 1.66               |
| 1995 | 1,035                     | 12,311     | 12,588     | −277          | 11.9                               | 12.2                                | −0.3                     | 1.60               |
| 1996 | 1,031                     | 12,159     | 12,441     | −282          | 11.8                               | 12.1                                | −0.3                     | 1.57               |
| 1997 | 1,025                     | 11,555     | 12,111     | −556          | 11.3                               | 11.8                                | −0.5                     | 1.51               |
| 1998 | 1,017                     | 11,746     | 11,481     | 265           | 11.6                               | 11.3                                | 0.3                      | 1.53               |
| 1999 | 1,009                     | 11,468     | 13,114     | −1,646        | 11.4                               | 13.0                                | −1.6                     | 1.42               |
| 2000 | 1,001                     | 11,654     | 13,155     | −1,501        | 11.6                               | 13.1                                | −1.5                     | 1.42               |
| 2001 | 992                       | 11,678     | 13,858     | −2,180        | 11.8                               | 14.0                                | −2.2                     | 1.44               |
| 2002 | 983                       | 12,830     | 14,404     | −1,574        | 13.1                               | 14.7                                | −1.6                     | 1.52               |
| 2003 | 977                       | 13,177     | 15,056     | −1,879        | 13.5                               | 15.4                                | −1.9                     | 1.51               |
| 2004 | 973                       | 13,399     | 14,868     | −1,469        | 13.8                               | 15.3                                | −1.5                     | 1.49               |
| 2005 | 969                       | 13,551     | 15,144     | −1,593        | 14.0                               | 15.6                                | −1.6                     | 1.41               |
| 2006 | 966                       | 14,193     | 13,930     | 263           | 14.7                               | 14.4                                | 0.3                      | 1.41               |
| 2007 | 965                       | 15,460     | 12,802     | 2,658         | 16.0                               | 13.3                                | 2.8                      | 1.60               |
| 2008 | 966                       | 16,372     | 12,948     | 3,424         | 16.9                               | 13.4                                | 3.5                      | 1.68               |
| 2009 | 968                       | 16,729     | 12,466     | 4,263         | 17.3                               | 12.9                                | 4.4                      | 2.03               |
| 2010 | 972                       | 16,535     | 12,386     | 4,149         | 17.0                               | 12.7                                | 4.3                      | 1.99               |
| 2011 | 972                       | 16,507     | 12,299     | 4,208         | 17.0                               | 12.7                                | 4.3                      | 2.03               |
| 2012 | 972                       | 17,006     | 12,064     | 4,942         | 17.5                               | 12.4                                | 5.1                      | 2.14               |
| 2013 | 973                       | 17,108     | 11,479     | 5,629         | 17.6                               | 11.8                                | 5.8                      | 2.21               |
| 2014 | 976                       | 17,093     | 11,182     | 5,911         | 17.5                               | 11.5                                | 6.0                      | 2.26               |
| 2015 | 980                       | 16,981     | 11,152     | 5,829         | 17.3                               | 11.4                                | 5.9                      | 2.28               |
| 2016 | 983                       | 16,128     | 11,047     | 5,081         | 16.4                               | 11.2                                | 5.2                      | 2.21(e)            |
| 2017 | 984                       | 14,315     | 10,445     | 3,870         | 14.5                               | 10.6                                | 3.9                      |                    |
| 2018 | 984                       | 13,892     | 10,347     | 3,545         | 14.1                               | 10.5                                | 3.6                      |                    |
| 2019 |                           | 12,471     | 10,844     | 1,627         | 12.7                               | 11.0                                | 1.7                      |                    |
| 2020 |                           | 12,682     | 11,786     | 896           | 12.9                               | 12.0                                | 0.9                      |                    |

### Grups ètnics
Segons el Cens de 2021, els Russos ètnics representen el 64% de la població de la república, mentre que els Buriats ètnics representen el 32,5% de la població. Altres grups inclouen els Soiots (0,5%) i una sèrie de grups més petits, cadascun representant menys del 0,5% de la població total.
| Grups ètnics | Cens de 19261 | Cens de 19261 | Cens de 1939 | Cens de 1939 | Cens de 1959 | Cens de 1959 | Cens de 1970 | Cens de 1970 | Cens de 1979 | Cens de 1979 | Cens de 1989 | Cens de 1989 | Cens de 2002 | Cens de 2002 | Cens de 2010 | Cens de 2010 | Cens de 20212 | Cens de 20212 |
| Grups ètnics | Nombre        | %             | Nombre       | %            | Nombre       | %            | Nombre       | %            | Nombre       | %            | Nombre       | %            | Nombre       | %            | Nombre       | %            | Nombre        | %             |
| --- | ------------- | ------------- | ------------ | ------------ | ------------ | ------------ | ------------ | ------------ | ------------ | ------------ | ------------ | ------------ | ------------ | ------------ | ------------ | ------------ | ------------- | ------------- |
| Buriats | 214,957       | 43.8%         | 116,382      | 21.3%        | 135,798      | 20.2%        | 178,660      | 22.0%        | 206,860      | 23.0%        | 249,525      | 24.0%        | 272,910      | 27.8%        | 286,839      | 30.0%        | 295,273       | 32.5%         |
| Soiots | 161           | 0.0%          | 116,382      | 21.3%        | 135,798      | 20.2%        | 178,660      | 22.0%        | 206,860      | 23.0%        | 249,525      | 24.0%        | 2,739        | 0.3%         | 3,579        | 0.4%         | 4,316         | 0.5%          |
| Russos | 258,796       | 52.7%         | 393,057      | 72.0%        | 502,568      | 74.6%        | 596,960      | 73.5%        | 647,785      | 72.0%        | 726,165      | 69.9%        | 665,512      | 67.8%        | 630,783      | 66.1%        | 581,764       | 63.9%         |
| Tàtars | 3,092         | 0.6%          | 3,840        | 0.7%         | 8,058        | 1.2%         | 9,991        | 1.2%         | 10,290       | 1.1%         | 10,496       | 1.0%         | 8,189        | 0.8%         | 6,813        | 0.7%         | 4,035         | 0.4%          |
| Evenkis | 2,808         | 0.6%          | 1,818        | 0.3%         | 1,335        | 0.2%         | 1,685        | 0.2%         | 1,543        | 0.2%         | 1,679        | 0.2%         | 2,334        | 0.2%         | 2,974        | 0.3%         | 2,995         | 0.3%          |
| Ucraïnesos | 1,982         | 0.4%          | 13,392       | 2.5%         | 10,183       | 1.5%         | 10,769       | 1.3%         | 15,290       | 1.7%         | 22,868       | 2.2%         | 9,585        | 1.0%         | 5,654        | 0.6%         | 2,007         | 0.2%          |
| Altres | 9,440         | 1.9%          | 17,277       | 3.2%         | 15,384       | 2.3%         | 14,186       | 1.7%         | 17,630       | 2.0%         | 27,519       | 2.7%         | 19,969       | 2.0%         | 18,360       | 1.9%         | 19,325        | 2.1%          |
| 1 El 1926, l'ASSR buriat-mongol incloïa Aga-Buriàtia, Ust-Orda Buriàtia i el districte d'Olkhonski. Aquests territoris van ser transferits a les províncies de Xita i Irkutsk el 1937. En conseqüència, els resultats del cens de 1926 no es poden comparar amb els resultats dels censos de 1939 i posteriors. 2 68.873 persones estaven registrades a partir de bases de dades administratives, i no podien declarar una ètnia. S'estima que la proporció d'ètnies d'aquest grup és la mateixa que la del grup declarat. |               |               |              |              |              |              |              |              |              |              |              |              |              |              |              |              |               |               |

### Religió

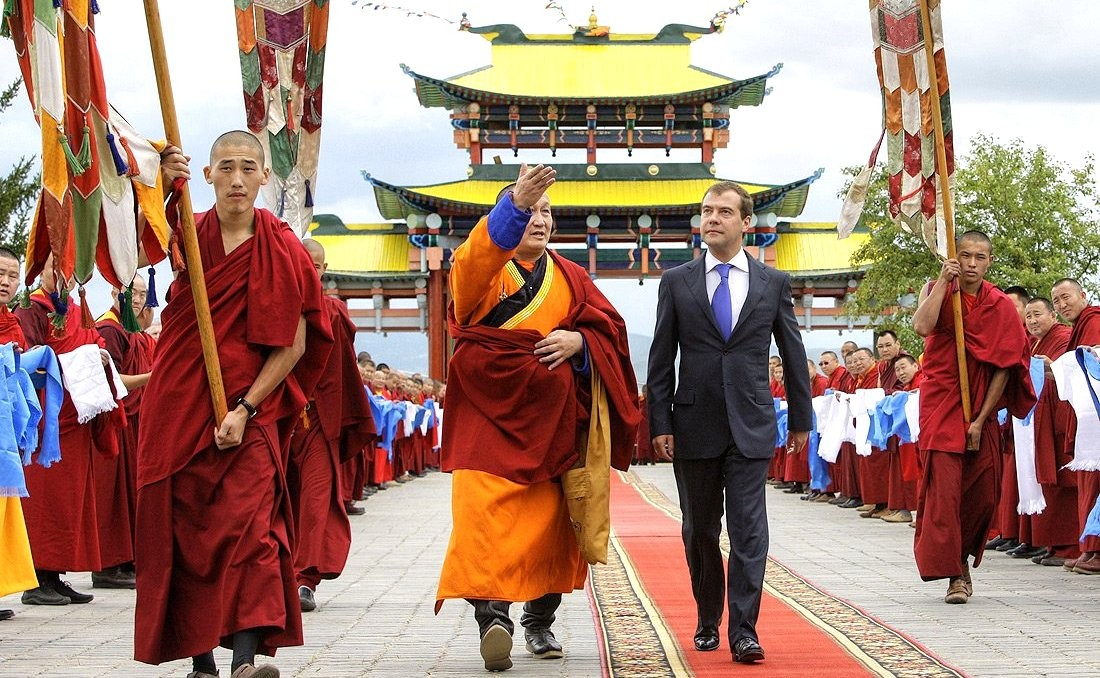
Dmitri Medvédev en un temple budista de Buriàtia

Tradicionalment, els buriats es van adherir a sistemes de creences que es basaven en la divinització de la natura, la creença en els esperits i la possibilitat de la seva influència màgica en l'entorn. Estaven dirigits per xamans, que sistematitzaven les creences i els cultes tribals. A partir de la segona meitat del segle xvii, les creences i els cultes en forma xamànica van ser desplaçats pel budisme, que es va generalitzar a l'ètnia Buriàtia. A finals del segle XIX, la majoria dels buriats formaven part de la tradició budista. Una síntesi del budisme i les creences tradicionals que van formar un sistema de tradicions ecològiques ha constituït un atribut important de la cultura buriata. L'any 2003, l'Organització Religiosa Local de Xamans, Tengeri, es va registrar oficialment com a organització religiosa a Buriatia.
Segons una enquesta de 2012, el 27,4% de la població s'adhereix a l'Església ortodoxa russa, el 19,8% al budisme, el 2% a la fe nativa eslava, el tengrianisme o el xamanisme buriat, el 4% declara ser cristians no afiliats (exclosos els protestants). L'1% són creients cristians ortodoxos sense pertànyer a esglésies o són membres d'altres esglésies ortodoxes, i l'1% són membres d'esglésies protestants. A més, el 25% de la població es declara "espiritual però no religiosa", el 13% atea i el 10,8% segueix una altra religió o no ha donat resposta a l'enquesta.
El budisme tibetà i el cristianisme ortodox són les religions més esteses a la república. Molts eslaus, que constitueixen al voltant del 67% de la població, són ortodoxos russos. Des de la ruptura de l'URSS el 1991, un petit nombre s'ha convertit a diverses denominacions protestants o al Rodisme, també coneguda com la fe nativa eslava. També hi ha alguns catòlics entre els eslaus. La majoria dels alemanys (0,11% de la població) també són ortodoxos, així com altres grups no europeus com els armenis (0,23%), els georgians (0,03%) i els soiots (0,37%). Els buriats constitueixen el 30,04% de la població total.
La majoria dels buriats urbans són budistes o ortodoxos, mentre que els de les zones rurals sovint s'adhereixen al xamanisme groc, una barreja de xamanisme i budisme, o al xamanisme negre. També hi ha moviments tengrianistes. Els tàrtars siberians constitueixen el voltant del 0,7% de la població. Tanmateix, a causa de l'aïllament del cos principal dels tàrtars, molts d'ells ara són no religiosos o ortodoxos. L'islam és seguit per grups d'immigrants com els àzeris i els uzbeks, que constitueixen un altre 0,7% de la població.

## Economia
L'economia de la república es compon de productes agrícoles i comercials, com ara blat, verdures, patates, fusta, cuir, grafit i tèxtils. La pesca, la caça, la cria de pells, la ramaderia d'ovelles i bovína, la mineria, la ramaderia, l'enginyeria i el processament d'aliments també són importants generadors econòmics. La taxa d'atur de Buriàtia va ser de l'11% el 2020.
El PIB nominal per persona el 2018 era de 3.650 USD i la PPA el 2009 era d'11.148 USD.

## Turisme
El llac Baikal és una destinació turística popular, sobretot a l'estiu.